# Trentepohlia brunnea
Trentepohlia brunnea är en tvåvingeart som beskrevs av Edwards 1928. Trentepohlia brunnea ingår i släktet Trentepohlia och familjen småharkrankar. Inga underarter finns listade i Catalogue of Life.